# 귀멸의 칼날: 상현집결, 그리고 도공 마을로
《귀멸의 칼날: 상현집결, 그리고 도공 마을로》(일본어: 鬼滅の刃 上弦集結、そして刀鍛冶の里へ, 영어: Demon Slayer: Kimetsu no Yaiba To The Swordsmith Village)은 2023년에 개봉한 일본의 액션, 판타지, 애니메이션 영화이다. 일본에서는 2023년 2월 3일, 대한민국에서는 2023년 3월 2일에 개봉되었다.

## 줄거리
혈귀가 숨어있는 거리에 잠입한 탄지로 일행. 강력한 상현 6 혈귀 남매 규타로 & 다키와의 전투 끝에 탄지로 일행은 궁지에 몰린다. 절체절명 위기의 순간에도 흔들리지 않는 곧은 의지로 규타로에 맞서는 탄지로, 젠이츠, 이노스케 그리고 음주 우즈이 텐겐. 환락의 거리 속 혈귀를 쓰러트리기 위한 그들의 치열한 전투가 시작된다.
한편, 키부츠지 무잔은 무한성에 상현 혈귀들을 소집시키고 탄지로는 새로운 칼을 찾아 도공 마을로 향하는데...

## 등장인물

### 주연
- 하나에 나츠키 - 카마도 탄지로 목소리 역
- 키토 아카리 - 카마도 네즈코 목소리 역
- 시모노 히로 - 아가츠마 젠이츠 목소리 역
- 마츠오카 요시츠구 - 하시바라 이노스케 목소리 역

## 같이 보기
- 귀멸의 칼날
- 귀멸의 칼날 (애니메이션)
- 귀멸의 칼날: 남매의 연
- 극장판 귀멸의 칼날: 무한열차편
- 귀멸의 칼날: 나타구모산 편
- 귀멸의 칼날: 주합회의·나비저택 편
- 귀멸의 칼날: 무한열차편
- 귀멸의 칼날: 환락의 거리편
- 귀멸의 칼날: 도공 마을편
- 귀멸의 칼날: 합동 강화 훈련편
- 귀멸의 칼날: 장구저택 편
- 귀멸의 칼날: 아사쿠사 편
- 고토게 코요하루